# Josep Folqués
Josep Folqués Ortiz (Algemesí, 8 de abril de 1996) es un jugador de balonmano español que juega de extremo izquierdo en el Istres Provence Handball. Es internacional con la selección de balonmano de España.
Con la selección logró su primera medalla en los Juegos Mediterráneos 2022, siendo además de oro.

## Palmarés

### Selección nacional
| Juegos Mediterráneos | Juegos Mediterráneos | Juegos Mediterráneos | Juegos Mediterráneos |
| Año                  | Lugar                | Medalla              |                      |
| -------------------- | -------------------- | -------------------- | -------------------- |
| 2022                 | Orán                 | Medalla de oro       |                      |

### Sporting CP
- Copa de Portugal de balonmano (2): 2022, 2023

## Clubes
| Club                     | País     | Año         |
| ------------------------ | -------- | ----------- |
| BM Benidorm              | España   | 2015 - 2016 |
| BM Puerto Sagunto        | España   | 2017 - 2018 |
| BM Benidorm              | España   | 2018 - 2021 |
| Sporting de Lisboa       | Portugal | 2021 - 2023 |
| Istres Provence Handball | Francia  | 2023 - Act. |